# Officine Meccaniche Casertane

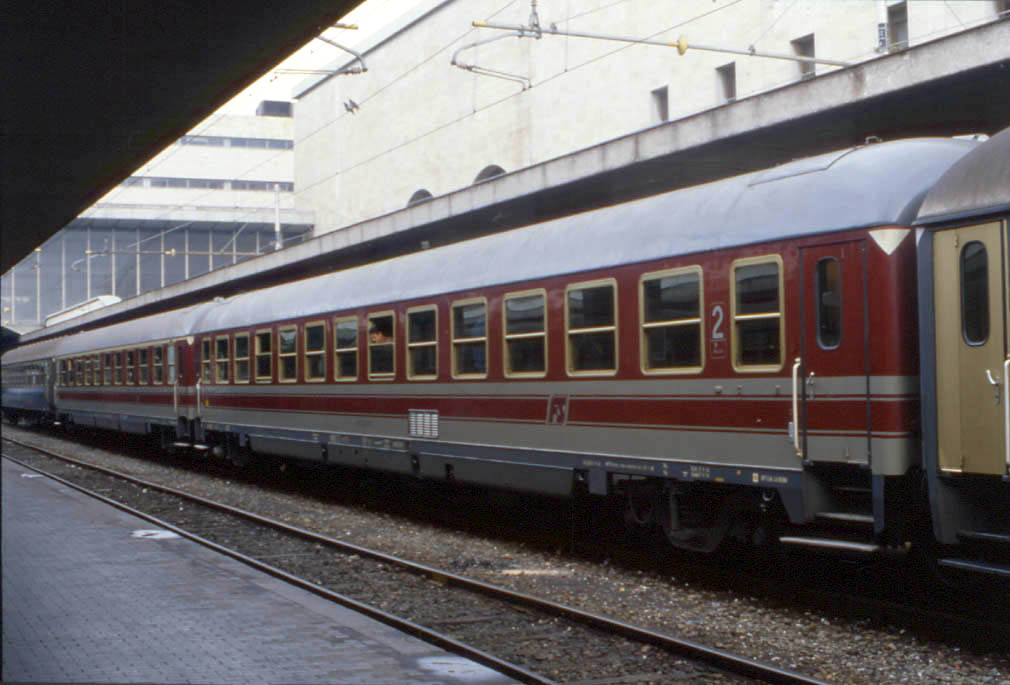
Voiture voyageurs FS type X

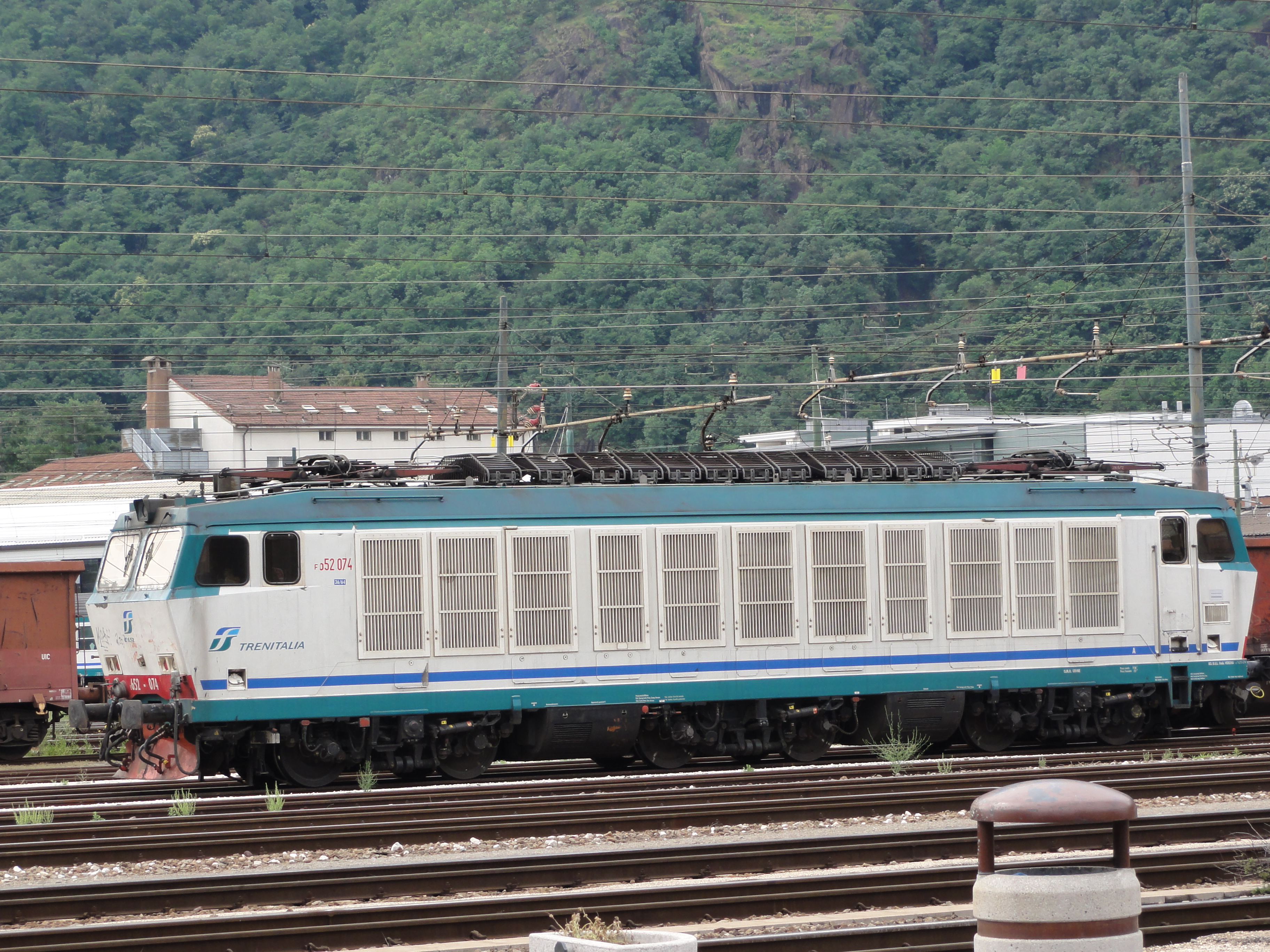
Locomotive FS E.652

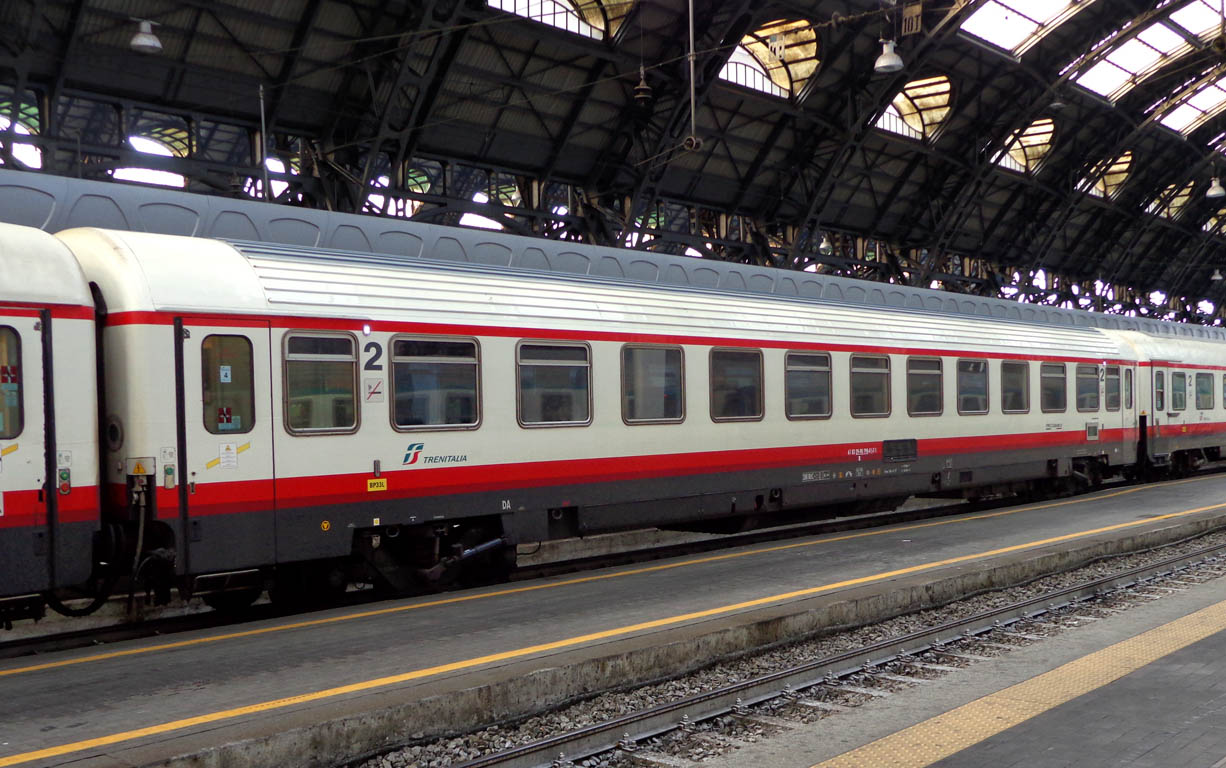
Voitures FS type Z

La société Officine Meccaniche Casertane, aussi connue sous la simple appellation Officine Casertane  est un constructeur ferroviaire italien, spécialiste dans le domaine ferroviaire et tramviaire. Créée à Caserte, ville située à 20 km au nord de Naples en 1962, la société a été intégrée au groupe Firema Trasporti Spa en 1993.

## Histoire
La société a été créée en 1962 dans le but de procéder aux travaux de maintenance et de réparation des matériels ferroviaires que les chemins de fer italiens, les FS, confiaient à des entreprises extérieures.
À partir du début des années 1970, la société commence à répondre à des appels d'offres des FS pour la fabrication des voitures voyageurs FS de type X puis, à celle de locomotives diesel-électriques FS D.445.
En 1981, la société devient une société anonyme par action et sa raison sociale devient "Officine Casertane SpA". Cette même année, la société remporte de gros contrats pour la production des locomotives FS E.652 et des voitures de voyageurs FS de type Z.
En 1993, la société est incorporée dans Firema Trasporti SpA, comme d'autres sociétés. 